# Anthony Munday
Anthony Munday (ook wel Monday of Mundy, Londen, 1560? – 10 augustus 1633) was een Engels (toneel)schrijver.
Mundays vader Christopher was manufacturier. Anthony Munday trad enige tijd op in een van de jongensgezelschappen die destijds opereerden, en ging in 1576 in de leer bij een drukker, in principe voor een periode van acht jaar. Die periode maakte hij niet vol, want al in 1578 bevond hij zich in Rome, kennelijk om in opdracht van de regering de Engels rooms-katholieke gemeenschappen op het vasteland te observeren. Hij wist onder een gefingeerde naam zelfs door te dringen tot het English College in Rome. Zelf vermeldt hij in het begin van zijn boek English Romayne Lyfe (1582) dat hij uitsluitend naar het buitenland was gegaan om vreemde landen te zien en de talen te leren. 
Terug in Engeland werkte hij weer als acteur bij het gezelschap van de graaf van Oxford. In 1584 verwierf hij, mede dankzij zijn antikatholieke pamfletten, een benoeming aan het hof. Vanaf dat moment werkte hij niet meer als acteur.
In 1598-1599 reisde hij met het gezelschap Pembroke's Men door de lage landen en was het zijn taak om oude stukken te bewerken voor het toneel. Verder schreef hij teksten bij bestaande melodieën en vertaalde Franse romances naar het Engels, waaronder Amadis de Gaule (1590). Tijdens de regering van Jacobus I werd hij de officiële dichter en schrijver van schouwspelen (pageants) voor de City of London, dit tot ongenoegen van Ben Jonson, die deze functie zelf ambieerde. Jonson schreef rond 1598 een satirisch stuk over hem in The Case is Altered. 
Van de stukken die Munday tussen 1594 en 1602 schreef  voor o.a. Philip Henslowe, vaak in samenwerking met andere schrijvers, zijn de meeste verloren gegaan.
Werken die geheel of gedeeltelijk aan hem kunnen worden toegeschreven zijn 
John a Kent and John a Cumber (ca.  1595), The Downfall of Robert Earl of Huntingdon later geheten Robin Hood of merrie Sherwodde (opgevoerd in februari 1599), kort daarop gevolgd door 
The Death of Robert Earl of Huntingdon (uitgegeven in 1601), waarvoor hij samenwerkte met Henry Chettle. Fedele and Fortunio (1585) wordt geheel aan hem toegeschreven.
Munday werkte ook met Henry Chettle aan het stuk Sir Thomas More, waaraan ook William Shakespeare volgens onderzoek heeft bijgedragen.